# Osborne 1
O Osborne 1 foi o primeiro microcomputador portátil comercialmente bem-sucedido, lançado em abril de 1981 pela Osborne Computer Corporation. Pesava 10,7 kg, custava US$ 1795, e utilizava o então popular SO CP/M 2.2. Suas principais deficiências (além do peso) eram o diminuto monitor de vídeo de 5" e os acionadores de disquete de face simples, densidade simples, cujos disquetes não conseguiam conter dados suficientes para aplicações corporativas práticas. Seu design deve muito ao Xerox NoteTaker, um protótipo desenvolvido pelo Xerox PARC em 1976.
Seu sucessor foi o Osborne Executive, mas não conseguiu igualar seu sucesso.

## Software
Foi o primeiro microcomputador a ser vendido com aplicativos: o editor de texto WordStar, a planilha eletrônica SuperCalc e linguagens CBASIC e MBASIC eram líderes em seus respectivos nichos de mercado, com um valor no varejo de mais de US$ 2.000 se fossem comprados separadamente. O conteúdo exato do software incluído variava de acordo com a época da compra; por exemplo, o dBASE II não constava dos primeiros sistemas vendidos.
| Nome do Programa | Versão | Fabricante         | Tipo de Programa   | Data | Formato            | Cód. Produto | Discos |
| ---------------- | ------ | ------------------ | ------------------ | ---- | ------------------ | ------------ | ------ |
| CBasic/MBasic    |        | Microsoft          | Programa Comercial |      | Disquete de 5 1/4" | 301002-02D   | 1      |
| Colossal Cave    |        |                    | Jogo               |      | Disquete de 5 1/4" |              |        |
| Deadline         |        | Infocom            | Jogo               |      | Disquete de 5 1/4" |              | 2      |
| Dbase II         |        | Ashton-Tate        | Programa Comercial |      | Disquete de 5 1/4" |              |        |
| Dbase II Tutor   |        | Ashton Tate        | Programa Comercial |      | Disquete de 5 1/4" |              | 6      |
| Nominal Ledger   | 2.7    | PeachTree Software | Programa Comercial | 1983 | Disquete de 5 1/4" | 2X09200-04   | 2      |
| Purchase Ledger  | 2.7    | PeachTree Software | Programa Comercial | 1983 | Disquete de 5 1/4" | 2X09200-04   | 2      |
| Sales Ledger     | 2.7    | PeachTree Software | Programa Comercial | 1983 | Disquete de 5 1/4" | 2X09200-04   | 2      |
| Supercalc        |        | Sorcim             | Programa Comercial | 1981 | Disquete de 5 1/4" | 301002-03    | 1      |
| Wordstar         | 2.26   | MicroPro           | Programa Comercial |      | Disquete de 5 1/4" |              | 1      |

## Ficha técnica
| UCP           | Zilog Z80 em 4,00 MHz |
| RAM           | 64 KiB |
| ROM           | 4 KiB |
| Teclado       | mecânico, 69 teclas, com teclado numérico reduzido                                                                                 |
| Display       | monitor monocromático de 5" embutido, 52×24 linhas                                                                                 |
| Som           | alto-falante interno |
| Portas        | porta IEEE-488 configurável como porta paralela, porta RS232 de 300 ou 1200 bauds, para uso com modem externo ou impressora serial |
| Armazenamento | 2 acionadores de disquete de 5" 1/4, face simples, densidade simples, 91 KiB cada (densidade dupla disponível: 182 KiB)            |

### Características
O Osborne 1 era alimentado por corrente alternada e não tinha bateria interna, embora uma bateria fabricada por terceiros logo tenha surgido, possibilitando trabalhar por uma hora com a máquina fora da tomada. Os primeiros modelos (gabinete bronze) funcionavam apenas em 120 V, enquanto que os modelos posteriores (gabinete azul) podiam ser ligados tanto em 120 V quanto em 230 V, 50 ou 60 Hz. 

#### Periféricos
Estes periféricos não faziam parte da máquina básica, mas foram oferecidos por fornecedores independentes em várias épocas.
- Monitor Monocromático Externo: usava conexões de sincronia e vídeo separados, ligados ao circuito de vídeo da placa-mãe.
- Impressora Paralela de Matriz de Pontos (produzida pela Star)
- Modem de 300 baud: encaixado numa das baias de drive, alimentação fornecida pela placa-mãe.

Um pequeno grupo de fornecedores pós-venda ofereciam outras expansões para o modelo básico, incluindo acionadores de disquete de densidade dupla produzidos por terceiros, HDs externos, vídeo em 80 colunas e até um RAM disk que podia ser encaixado numa das baias de drive.

#### Sistema Operacional
- CP/M versão 2.2. Uma listagem completa do BIOS em ROM consta do manual técnico do Osborne.

#### Jogos
Visto que o monitor do Osborne não dava suporte a gráficos de bitmap, os jogos tipicamente eram baseados em texto, como adventures do tipo Deadline ou versões em MBASIC de Colossal Cave Adventure estavam disponíveis para o Osborne. Como em outros computadores da época que não dispunham de um modo gráfico, alguns jogos shareware utilizavam-se de caracteres para compor imagens em movimento.

## Ciclo de vida
No auge das vendas, a Osborne Computer Corporation chegou a comercializar 10.000 unidades do Osborne 1 por mês. A máquina foi amplamente imitada, a medida em que outros fabricantes de computadores começaram a oferecer computadores portáteis de baixo custo com software incluído. O Osborne 1 era aproximadamente do peso e tamanho de uma valise grande; uma das propagandas da época comenta que ele nem chegava a ocupar totalmente o espaço sob um assento de avião. Como tal, seria hoje classificado como computador "transportável" em vez de portátil. A popularidade do Osborne foi ultrapassada pelo similar Kaypro II, o qual tinha um monitor CRT muito mais prático de 9" que podia exibir o texto-padrão em 80 caracteres por 24 linhas, bem como disquetes de densidade dupla que podiam armazenar o dobro dos dados.
A Osborne Computer Corporation foi incapaz de responder efetivamente ao desafio da Kaypro até que a janela de mercado estivesse fechada e a época dos computadores de 8 bits e SO CP/M houvesse passado. As vendas do Osborne 1 foram também prejudicadas pelo anúncio prematuro de seu sucessor, o Osborne Executive (ver Efeito Osborne). Posteriormente, a Compaq lançou um computador portátil (o Compaq Portable) com um monitor de 9" e que foi um dos primeiros clones do IBM PC.
A Osborne Computer Corporation solicitou uma concordata preventiva em setembro de 1983. Na época, eles trabalhavam no projeto do Osborne Vixen, e o anúncio provocou nova queda nas vendas do Osborne 1. Em 1985, o Osborne-4 (Vixen) foi finalmente lançado, um equipamento bem menor e com o teclado fixo, atuando como um apoio para o gabinete. Este modelo não chegou a fazer muito sucesso.